# 요시쓰네 센본자쿠라

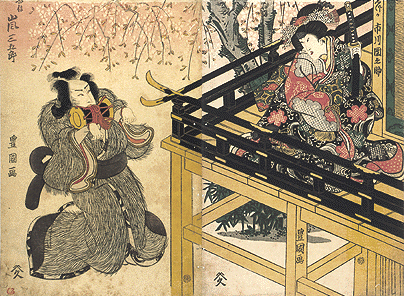
요시쓰네센본자쿠라

요시쓰네 센본자쿠라(일본어: 義経千本桜)는 일본의 가부키극 중 하나이며, 가장 절찬리에 상영되는 극이다. 이즈모노 오쿠니(出雲阿國)이 가부키를 창시한 이후 가부키 시대중 하나인 교호 때 그당시 최고의 극작가였던 다케모토좌와 도요타케좌가 합작하여 만든 작품이다. 스가와라덴주데나라이카가미(菅原伝授手習鑑), 가나데혼 충신장(仮名手本忠臣蔵), 그리고 요시쓰네 센본자쿠라 등이 이시대에 이들에 의해 만들어진 최고의 작품이다.
특히 요시쓰네 센본자쿠라는 가부키 중에서도 조루리에 속한다. 조루리는 사랑얘기가 들어간 극으로, 이시대에 크게 성행했다. 하지만 교호 이후 조루리가 급격히 쇠퇴하면서 옛 명작을 찾아 계속 상영하게 되었다. 이러한 상영전통이 현대로 이어졌다. 막말에는 조루리의 명맥을 잇기 위해 분카 초기쯤 우에무라 분라쿠라는 작자가 분라쿠좌를 창설하여 번성시켰는데. 이가 바로 분라쿠이다.

## 등장인물
|                     |                 | 1747년 11월 초연 오사카 다케모토좌 |
| ------------------- | --------------- | ---------------------------------- |
| 미나모토노 요시쓰네 | 주인공          |                                    |
| 사토 다다노부       | 요시쓰네의 충신 |                                    |
| 시즈카고젠          | 요시쓰네의 애인 |                                    |
| 미나모토노 요리토모 | 요시쓰네의 형   |                                    |
| 다이라노 도모모리   | 요리토모의 장군 |                                    |
| 다이라노 요리쓰네   | 요리토모의 장군 |                                    |

## 줄거리 (전장)

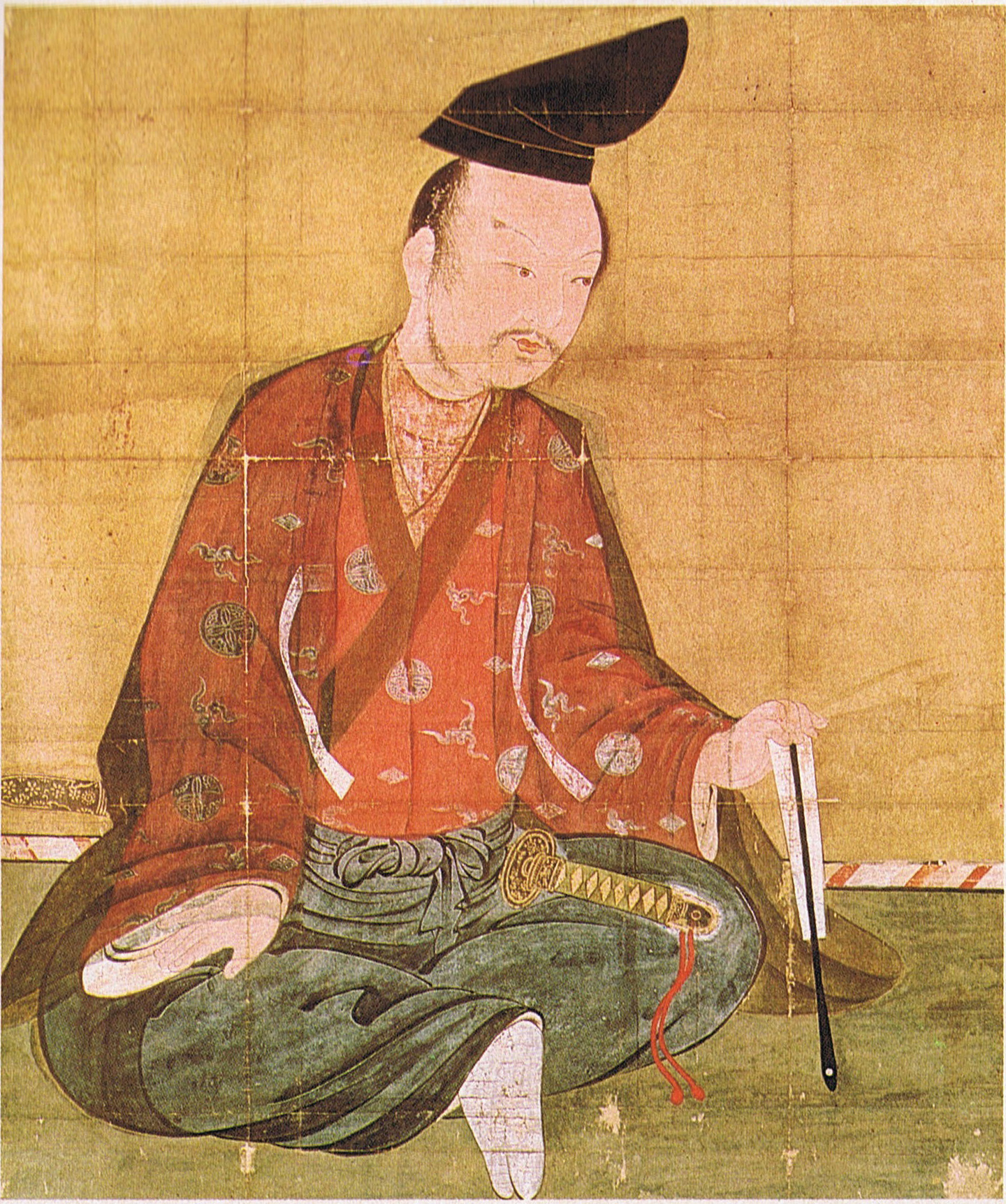
미나모토노 요시쓰네

미나모토노 요리토모 초상

요시쓰네 센본자쿠라는 주인공 미나모토노 요시쓰네와 그의 연인 시즈카, 그리고 요시쓰네의 충신 다다노부가 중심인물이 되어 이루어지는 이야기이다. 단노우라 전투에서 패한 헤이케는 쇠락하고, 바로 이에 지대한 공을 쌓은 요시쓰네의 형 미나모토노 요리토모는 스스로 쇼군이 되고, 이에 불만을 품은 요시쓰네가 형을 궤멸시키려 하자 이에 눈치챈 요리모토가 미리 군대를 파견해 요시쓰네를 죽이려 든다.
그에 요시쓰네는 연인 시즈카를 함께 위험에 빠트릴 수 없어 수도에 두고 규슈, 나라 요시노 산으로 피난을 가는데. 인사도중 요리토모의 군대가 쳐들어와 죽을 운명에 처하나, 다다노부가 와서 요리토모의 군사를 모두 죽인다. 이에 감동받은 요시쓰네는 다다노부에게 시즈카를 맡기고 나라요시노로 피신한다. 그래도 시즈카가 침울해하자 요시츠네는 자신이 아끼는 북(쓰즈미)를 선물하며 이 북을 치면서 자신 생각을 하라며 위안을 준다. 하지만 요시쓰네가 그립고 간절했던 시즈카는 직접 규슈로 간다. 이에 다다노부도 따르는데. 평상시엔 보이지 않다가 위안삼아 쓰즈미를 치면 다다노부가 나타나는 것이었다. 그리고 시간이 지나면 돌연 사라졌다. 이에 요시쓰네가 머무는 한 산지기의 집에 당도한 다다노부는 시즈카를 데려오지 않았다.
이에 아연실색한 요시쓰네는 다다노부에게 시즈카의 행방을 물었지만 그는 시즈카는 자신이 맡은적도 보호한적도 없다고 했다. 행방을 걱정하다가 시즈카가 홀로 산장에 들어왔다. 시즈카는 요시쓰네에게 북과 타다노부에 관한 얘기를 해주자 요시쓰네는 다시 그 북을 쳐 다다노부를 불러오자 했고, 시즈카가 그 쓰즈미를 두드리자 다다노부가 도착했고, 그의 모습은 여우의 행상을 하고 있었다. 이에 그는 가짜 다다노부임이 밝혀졌고, 요시쓰네는 그를 죽이려 하지만 다다노부가 자신의 회포를 풀었다. 알고보니 그 북은 자신의 부모 여우의 가죽으로 만들어진 북이고, 그 북을 가지기 위해 다다노부로 변신했다는 것이었다. 이에 감명받은 요시쓰네는 시즈카를 보호한 점을 들어 가짜 다다노부에게 쓰즈미를 돌려준다. 이에 감명받은 가짜 다다노부는 쓰즈미를 들고 하늘로 승천한다.